# ЦСП Измайлово (женский футбольный клуб)
ЦСП Измайлово — женский футбольный клуб. Курировался Москомспортом и Московской федерацией футбола. Участник Чемпионата России с 2007 по 2014 годы.
- 2007—2012 Городской футбольный клуб «ШВСМ Измайлово» (Москва)
- 2012—2014 Центр спортивной подготовки по игровым видам спорта «Измайлово» (ЦСП «Измайлово»)

## История
Идея создания женского городского футбольного клуба получила воплощение в октябре 2006 г. на Коллегии Москомспорта, когда по инициативе Московской федерации футбола была принята большая программа развития столичного футбола, и, в том числе, женского футбола.
20 ноября 2006 года приказом Москомспорта в Школе высшего спортивного мастерства по игровым видам спорта «Измайлово» было открыто отделение женского футбола.
Официальным днем рождения «ЖГФК ШВСМ Измайлово» можно считать 5 марта 2007 года, когда на учредительном собрании был утвержден Устав и Президентом Клуба единогласно избран Президент Московской федерации футбола Сергей Дмитриевич Сидоровский. Генеральным директором клуба назначен один из ведущих организаторов и специалистов по женскому футболу в Москве Сергей Лаврухин.
После первого круга Чемпионата России 2007 г., команда закрепилась на третьем месте. Однако, поздние сроки начала подготовительного периода, тяжелая травма лидера — Алёны Фоминой, а также отсутствие налаженных игровых связей и недостаточный уровень физической готовности, в конечном итоге, сказались на итогах выступления. В дебютном для себя Чемпионате команда завоевала 5 место.
В Высшем дивизионе 2014 «ЦСП Измайлово» провёл шесть матчей Предварительного этапа, после чего снялся с соревнований по финансовым причинам и 1 июня 2014 года прекратил существование.

## Достижения

### Титульные
Чемпионат России
- 4-е место (2): 2009, 2010

Кубок России
- Финалист: 2013

### Матчевые
Самые крупные победы
- 6:0 — самая крупная победа клуба в Чемпионате (в матче «ЦСП Измайлово» — «Мордовочка», 24 октября 2013)
- 12:0 — самая крупная победа клуба в Кубке (в матче «Звезда-2005» (юниоры) — «ШВСМ Измайлово», 3 июня 2008)

Самые крупные поражения
- 0:7 — самое крупное поражение клуба в Чемпионате (в матче «Россиянка» — «ЦСП Измайлово», 8 октября 2012)
- 2:6 — самое крупное поражение клуба в Кубке (в матче «Россиянка» — «ШВСМ Измайлово», 3 сентября 2010)

## Тренеры
- Светлана Петько (2007)
- Евгений Николаев (2007)
- Светлана Петько (2008)
- Виктор Папаев (2008)
- Владимир Четвериков (2009)
- Алексей Корягин (2010)
- Сергей Лаврентьев (2011—2012)
- Светлана Петько (октябрь 2012—2013)
- Алексей Корягин (2014)

## Известные игроки
- Наталья Машина

## Результаты выступлений
без учёта мячей забитых в сериях послематчевых пенальти
с учётом технических результатов

| Сезон              | Чемпионат России   | Чемпионат России               | Чемпионат России   | Чемпионат России | Чемпионат России | Чемпионат России | Чемпионат России | Чемпионат России | Чемпионат России | Чемпионат России | Чемпионат России | Кубок         | Главный тренер                    | Источники |
| Сезон              | Дивизион           | Этап                           | Место              | И                | В                | Н                | П                | МЗ               | МП               | РМ               | О                | Кубок         | Главный тренер                    | Источники |
| ------------------ | ------------------ | ------------------------------ | ------------------ | ---------------- | ---------------- | ---------------- | ---------------- | ---------------- | ---------------- | ---------------- | ---------------- | ------------- | --------------------------------- | --------- |
| 2007               | Высший дивизион    | —                              | 5 из 9             | 16               | 6                | 2                | 8                | 26               | 31               | -5               | 20               | ⅛ финала      | Светлана Петько/ Евгений Николаев | [ 1 ]     |
| 2008               | Высший дивизион    | Первый этап                    | 6 из 7             | 12               | 3                | 3                | 6                | 10               | 18               | -8               | 12               | ¼ финала      | Светлана Петько/ Виктор Папаев    | [ 2 ]     |
| 2008               | Высший дивизион    | Второй этап (5-7 места)        | 6 из 7             | 4                | 2                | 0                | 2                | 5                | 5                | 0                | 6                | ¼ финала      | Светлана Петько/ Виктор Папаев    | [ 2 ]     |
| 2008               | Высший дивизион    | Высший дивизион 2008 (Итог)    | 6 из 7             | 16               | 5                | 3                | 8                | 15               | 23               | -8               | 18               | ¼ финала      | Светлана Петько/ Виктор Папаев    | [ 2 ]     |
| 2009               | Высший дивизион    | —                              | 4 из 7             | 12               | 5                | 2                | 5                | 15               | 12               | +3               | 17               | ½ финала      | Владимир Четвериков               | [ 3 ]     |
| 2010               | Высший дивизион    | —                              | 4 из 7             | 24               | 12               | 5                | 7                | 38               | 33               | +5               | 41               | ½ финала      | Алексей Корягин                   | [ 4 ]     |
| 2011/12            | Высший дивизион    | —                              | 5 из 8             | 28               | 9                | 3                | 16               | 26               | 43               | -17              | 30               | ¼ финала      | Сергей Лаврентьев                 | [ 5 ]     |
| 2012/13            | Высший дивизион    | 1 этап                         | 5 из 8             | 14               | 6                | 2                | 6                | 22               | 24               | -2               | 20               | не проводился | Светлана Петько                   | [ 6 ]     |
| 2012/13            | Высший дивизион    | 2 этап, за 5-8 места           | 5 из 8             | 6                | 3                | 1                | 2                | 9                | 8                | +1               | 10               | не проводился | Светлана Петько                   | [ 6 ]     |
| 2012/13            | Высший дивизион    | Высший дивизион 2012/13 (Итог) | 5 из 8             | 20               | 9                | 3                | 8                | 31               | 32               | -1               | 30               | не проводился | Светлана Петько                   | [ 6 ]     |
| 2013               | Высший дивизион    | —                              | 6 из 8             | 14               | 4                | 0                | 10               | 18               | 23               | -5               | 12               | финалист      | Светлана Петько                   | [ 7 ]     |
| 2014               | Высший дивизион    | Предварительный этап           | 7 из 7             | 6                | 0                | 0                | 6                | 4                | 17               | -13              | 0                | снялся        | Алексей Корягин                   | [ 8 ]     |
| Итого за 8 сезонов | Итого за 8 сезонов | Итого за 8 сезонов             | Итого за 8 сезонов | 136              | 50               | 18               | 68               | 173              | 214              | -41              |                  |               |                                   |           |

1. ↑  в сезоне 2014 «ЦСП Измайлово», проведя шесть матчей Предварительного этапа, снялся с соревнований по финансовым причинам — результаты оставлены в силе

### Кубок России
без учёта мячей забитых в сериях послематчевых пенальти
без учёта технических результатов

| Сезон              | Кубок России | Кубок России | Кубок России | Кубок России | Кубок России | Кубок России | Кубок России | Кубок России |
| Сезон              | И            | В            | Н            | П            | МЗ           | МП           | РМ           | Итог         |
| ------------------ | ------------ | ------------ | ------------ | ------------ | ------------ | ------------ | ------------ | ------------ |
| 2007               | 1            | 0            | 1            | 0            | 1            | 1            | 0            | ⅛ финала     |
| 2008               | 2            | 1            | 1            | 0            | 13           | 1            | +12          | ¼ финала     |
| 2009               | 3            | 2            | 1            | 0            | 11           | 1            | +10          | ½ финала     |
| 2010               | 2            | 1            | 0            | 1            | 4            | 6            | -2           | ½ финала     |
| 2011/12            | 1            | 0            | 0            | 1            | 0            | 2            | -2           | ¼ финала     |
| 2013               | 3            | 2            | 0            | 1            | 11           | 4            | +7           | финалист     |
| 2014               | —            | —            | —            | —            | —            | —            | —            | ¼ финала     |
| Итого за 7 сезонов | 12           | 6            | 3            | 3            | 40           | 15           | +25          |              |

1. ↑  снялся